# Triển lãm xe hơi Paris

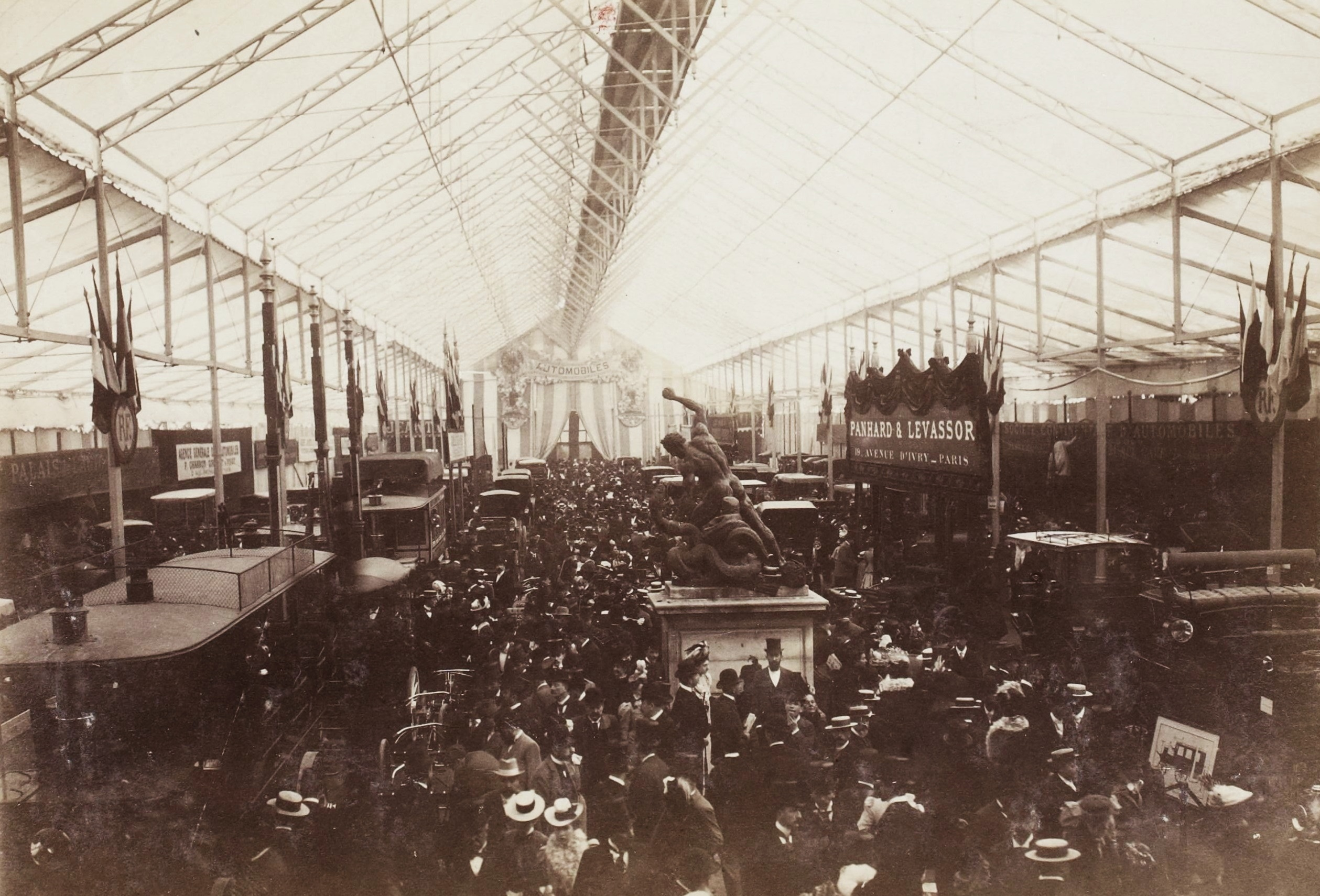
Cuộc triển lãm lần đầu tiên năm 1898

Triển lãm ô tô và mô tô Paris Mondial (Paris Motor Show) là cuộc triển lãm ô tô và mô tô được tổ chức 2 năm 1 lần tại khu triển lãm Paris Porte de Versailles nằm giữa Đại lộ vành đai Paris và Boulevards des Maréchaux, Quận 15, Paris, điều hành bởi Tổ chức quốc tế các nhà sản xuất ô tô (OICA), bắt đầu từ thế kỷ XIX. Từ 1986, triển lãm lấy tên là Salon de l'Automobile; từ 1988 đổi là Mondial de l'Automobile
Cuộc triển lãm 2016 đã đón nhận 1.253.513 khách tham dự và trở thành cuộc triển lãm đông khách đến xem nhất, vướt qua triển lãm tại Tokyo và Frankfurt. Các số liệu cụ thể bao gồm 125.000 m2 trưng bày, 8 gian hàng, 260 thương hiệu đến từ 18 quốc gia, 65 mẫu mới ra mắt, hơn 1 vạn lần thử lái cả xe điện và xe lai, đón nhận hơn 1 vạn du khách từ 103 quốc gia.

## Lịch sử
Triển lãm ô tô Paris Mondial được tổ chức lần đầu tiên năm 1898 dưới tên gọi Salon de l'automobile de Paris bởi Jules-Albert de Dion đã trở thành cuộc triển lãm ô tô đầu tiên trên thế giới.

## Các lần triển lãm

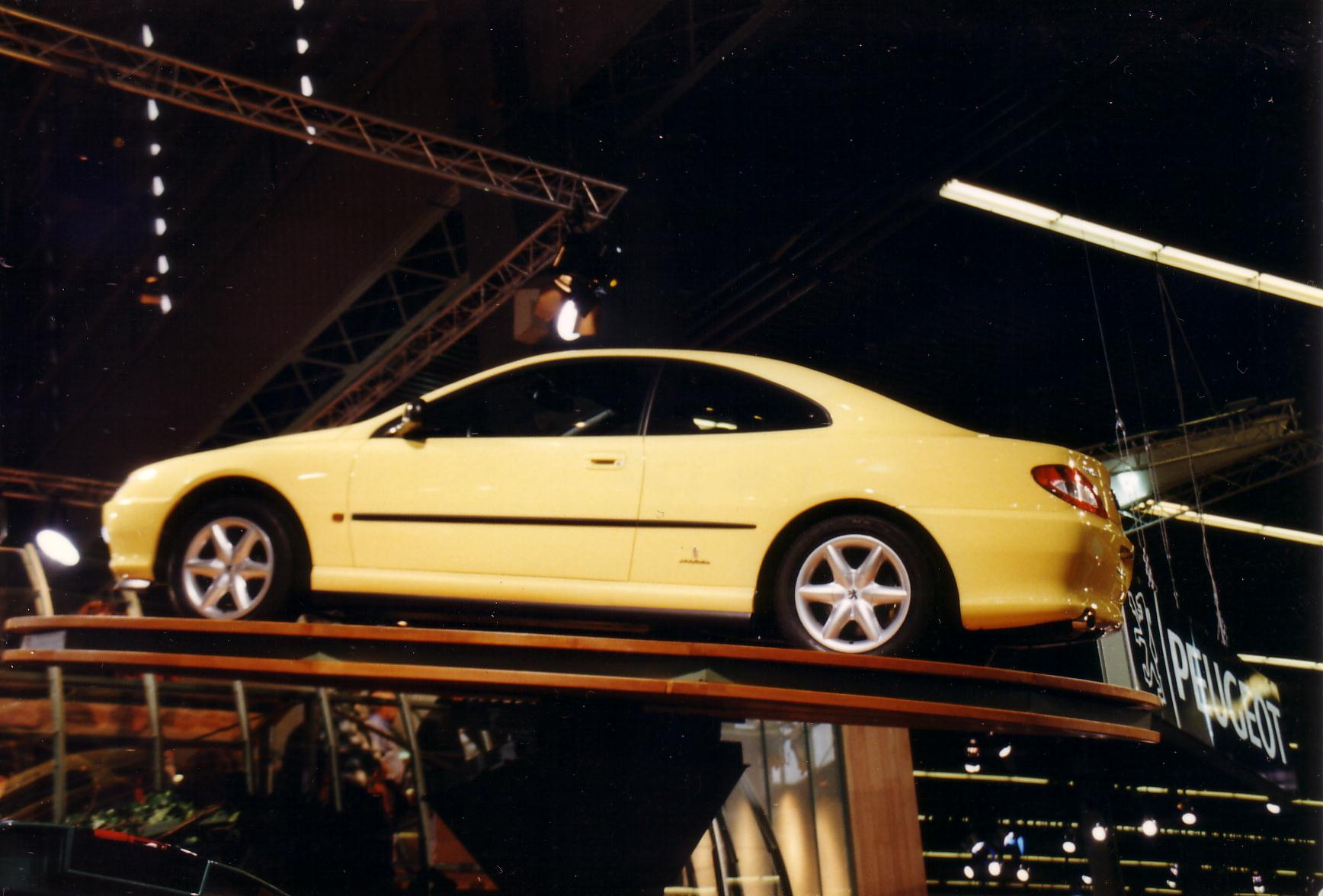
1996
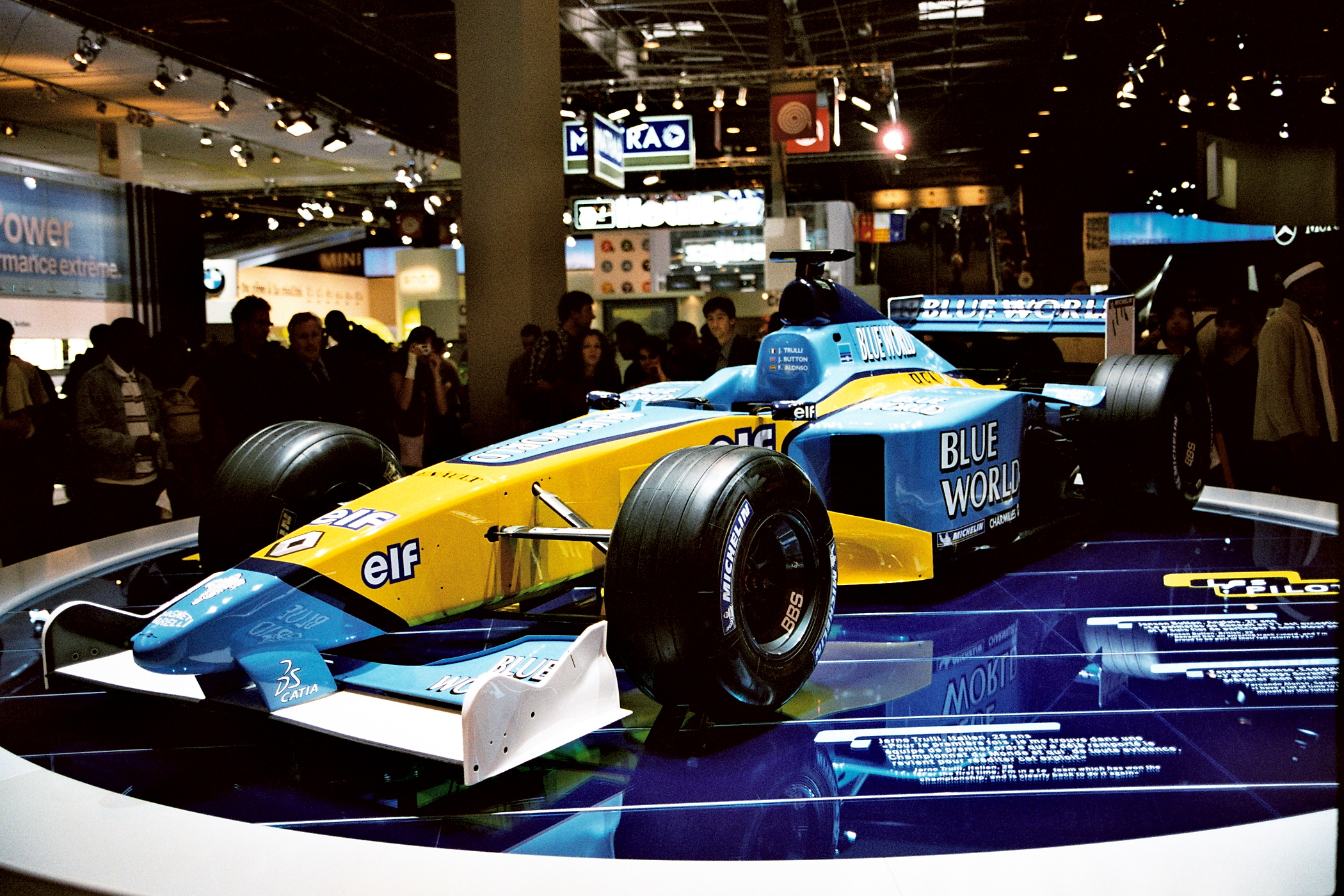
2002
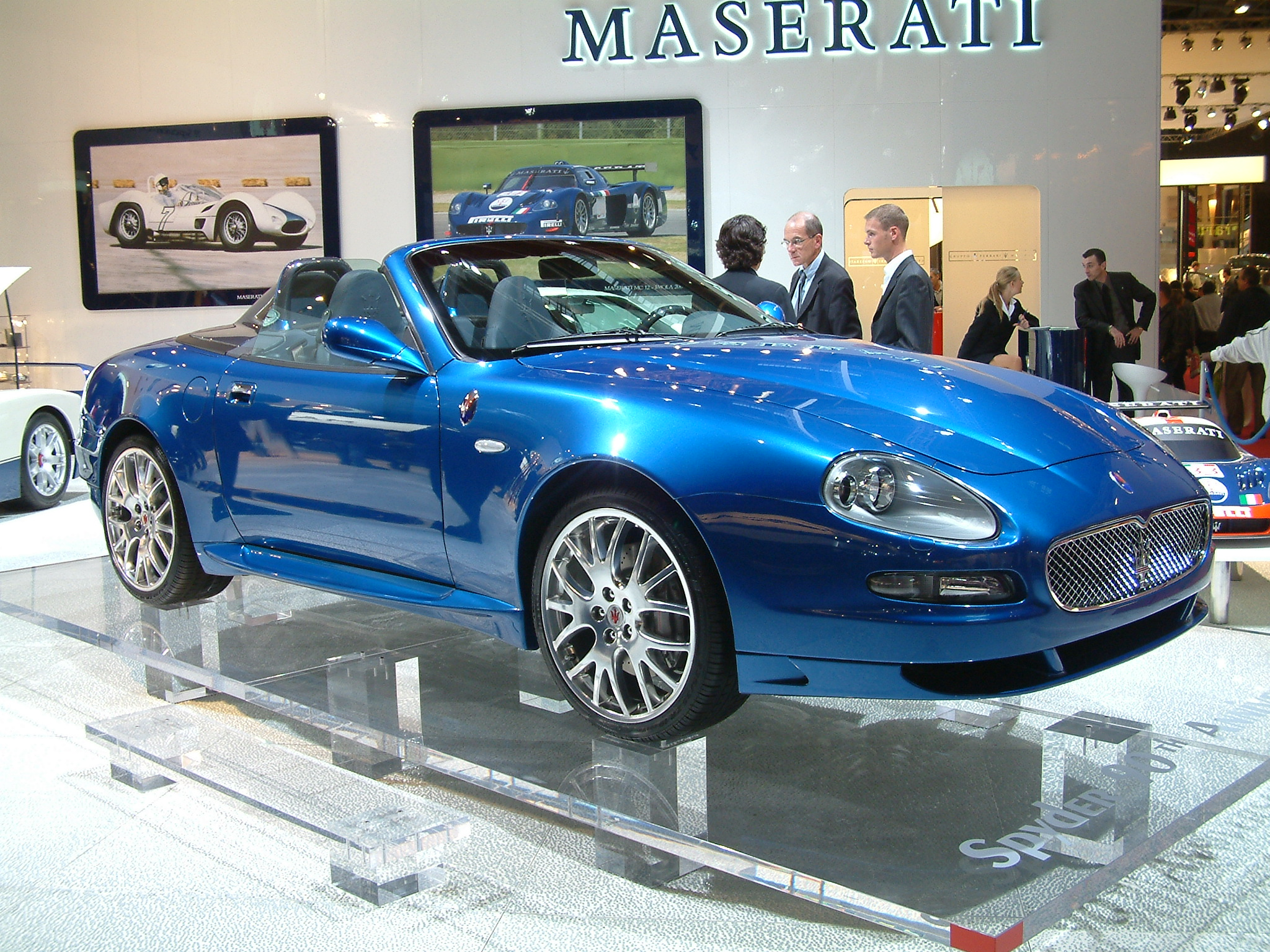
2004
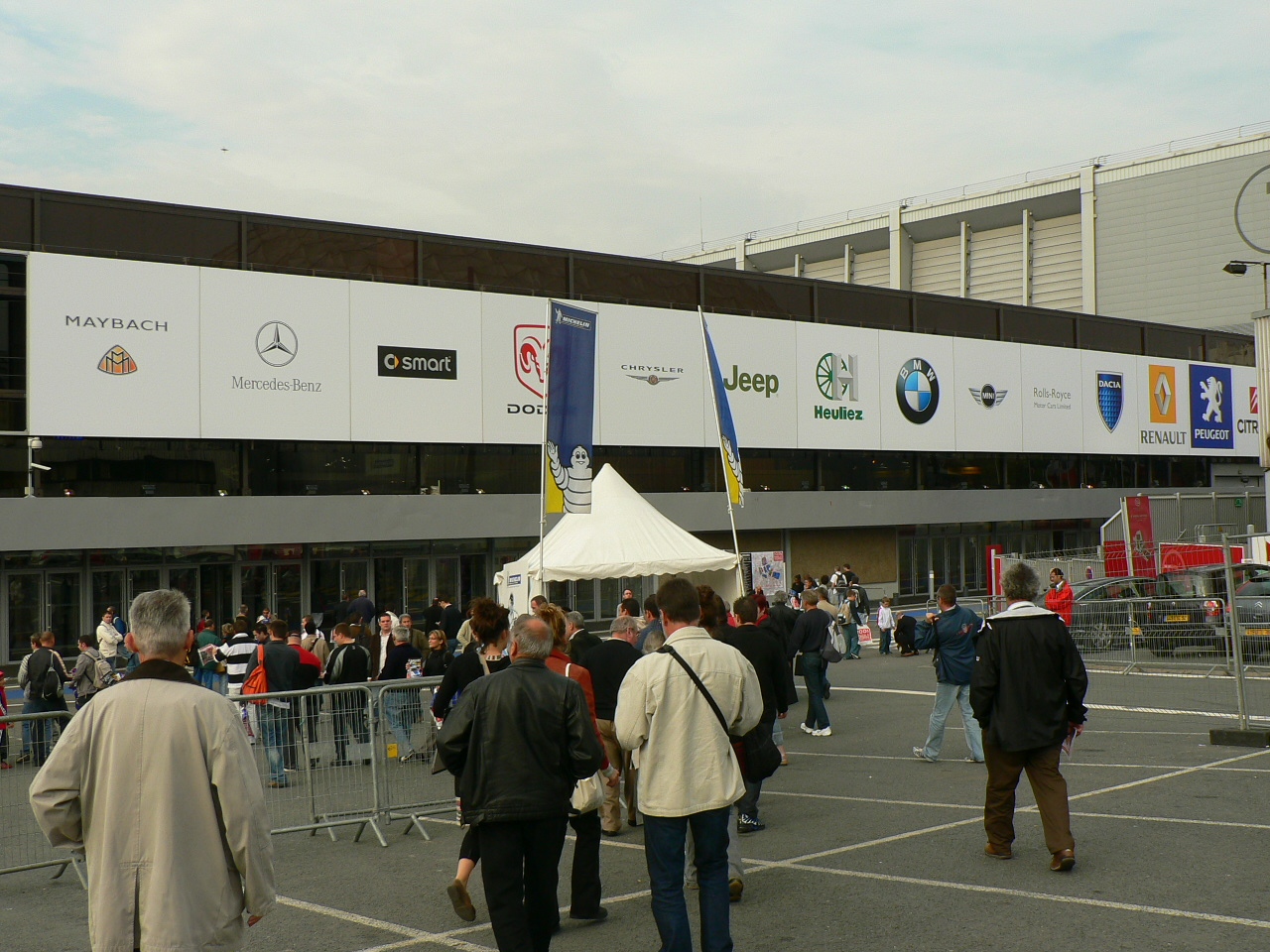
2006
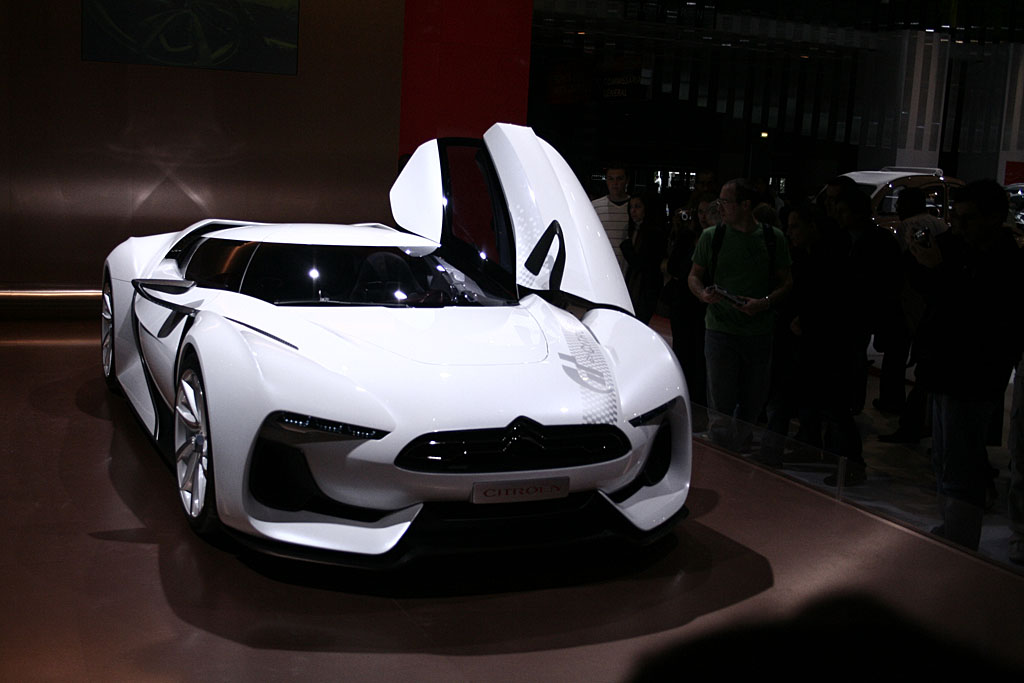
2008
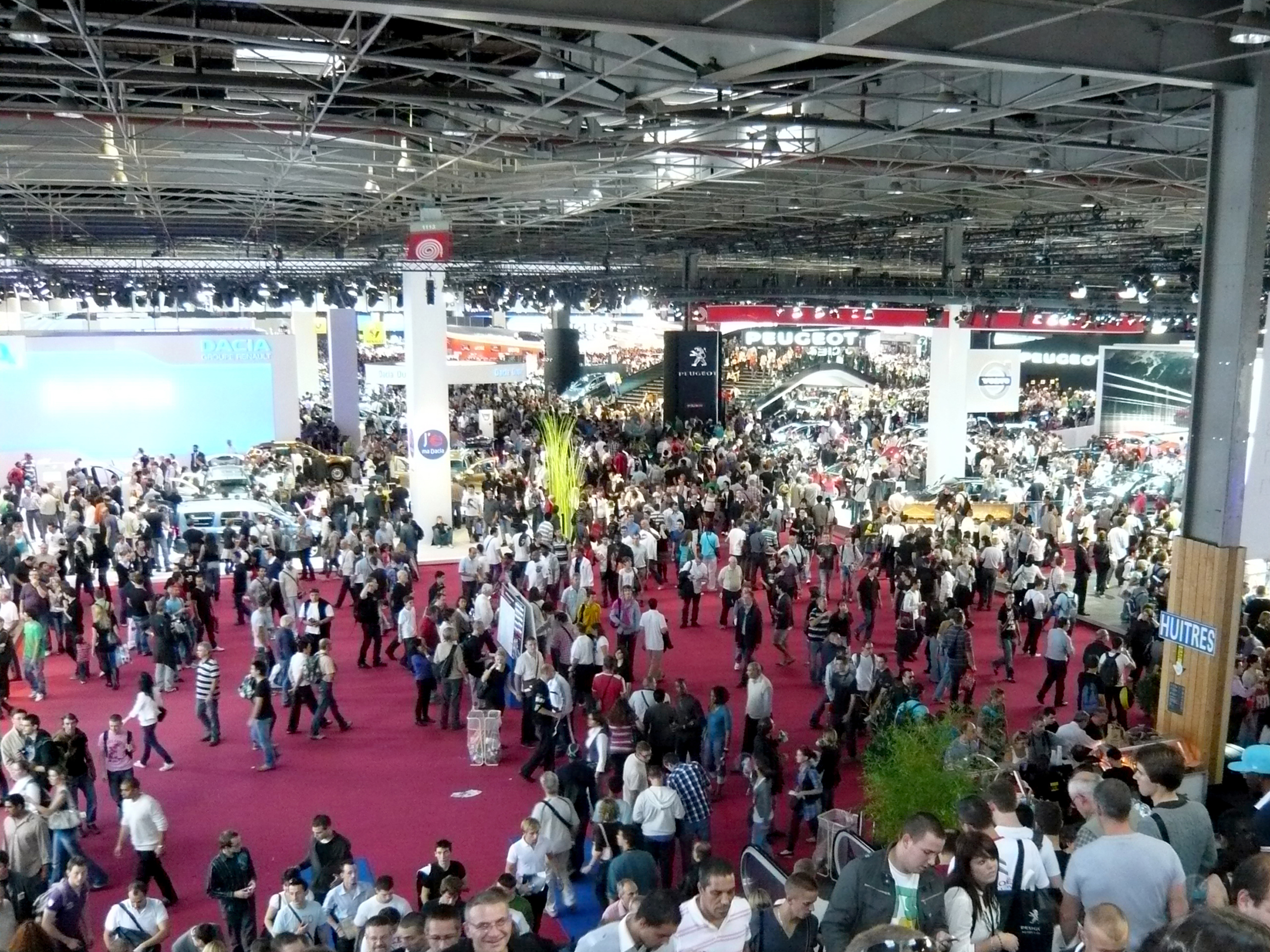
2010
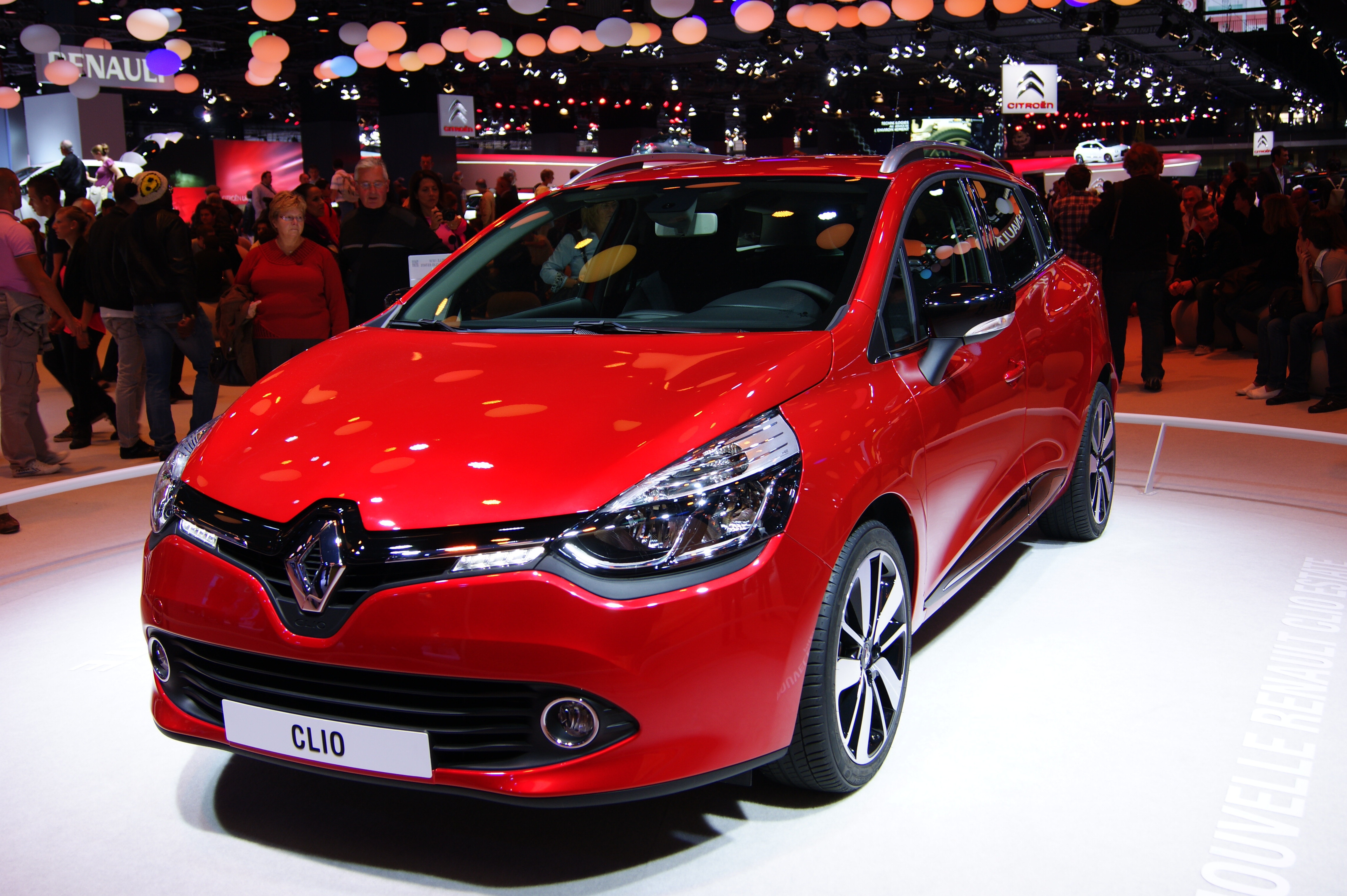
2012
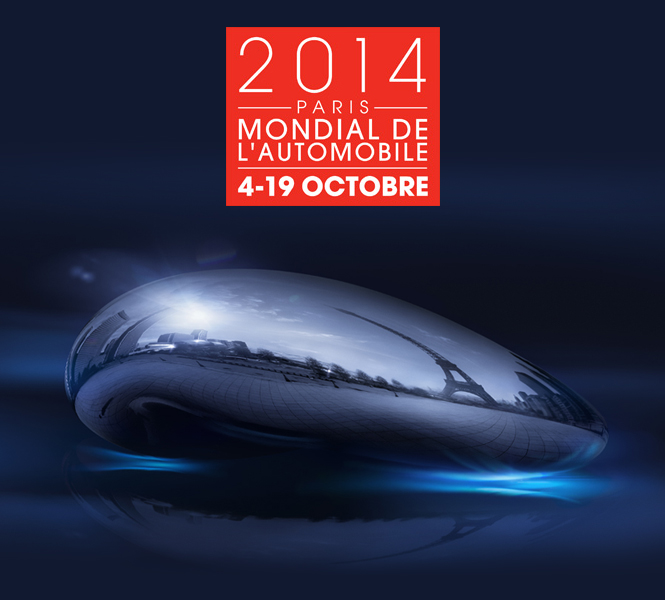
2014
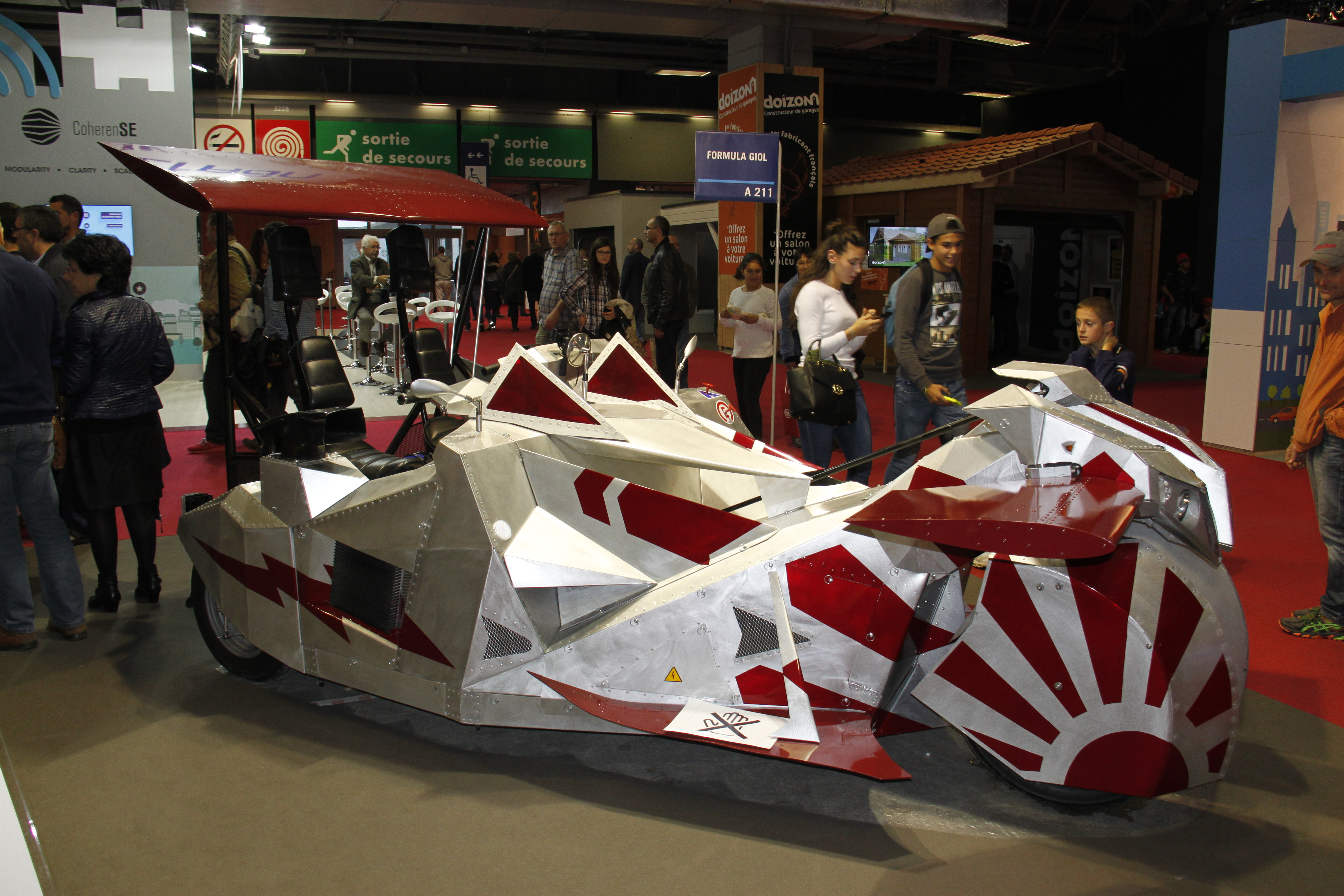
2016
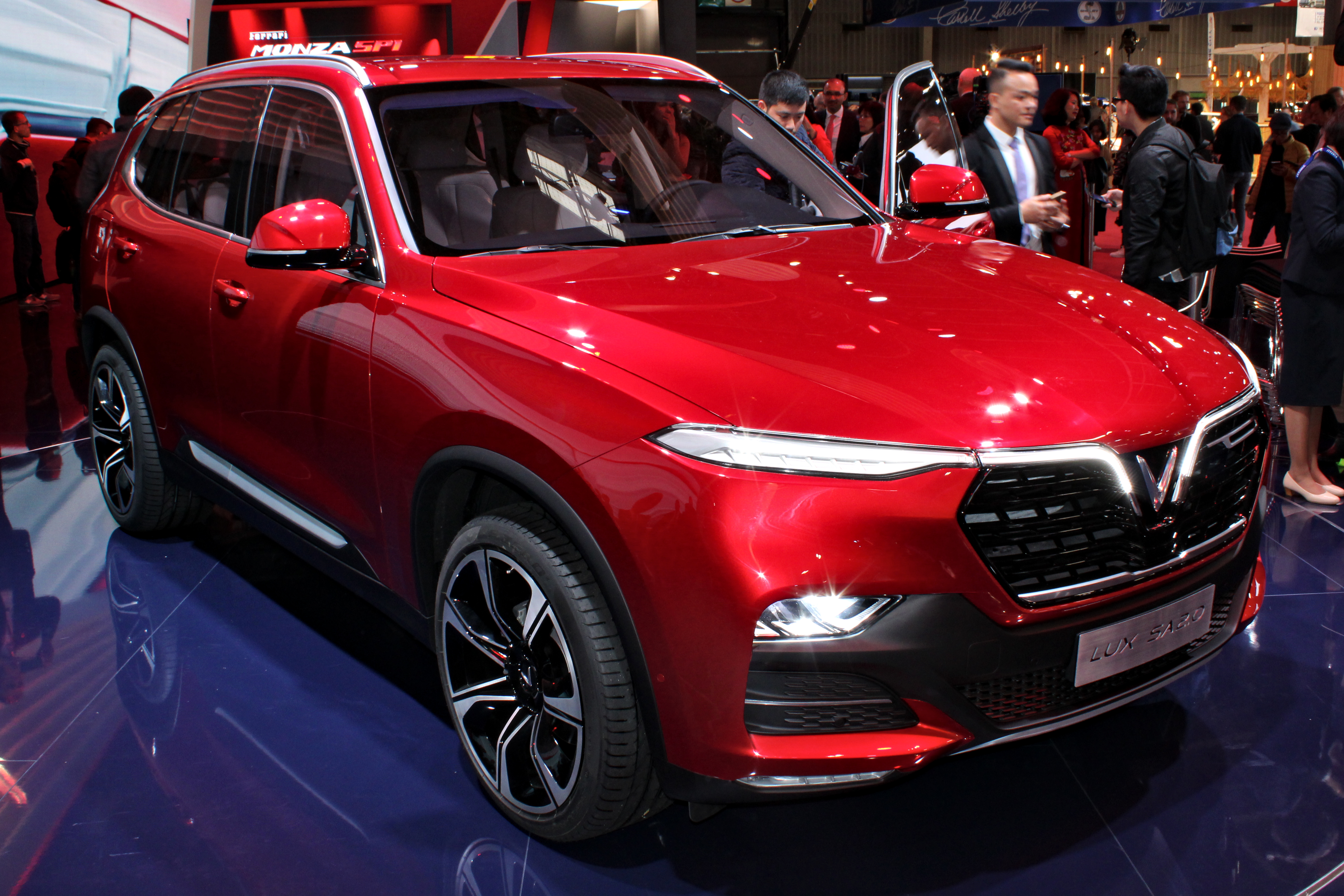
2018

### Triển lãm ô tô Paris Mondial 2018
Triển lãm ô tô Paris Mondial 2018 dự kiến diễn ra từ ngày 4 đến ngày 14 cho công chúng, từ ngày 2 đến ngày 6 cho các chuyên gia (tháng 10 năm 2018) tại trung tâm triển lãm Paris expo Porte de Versailles, với chủ đề "Con đường đẹp nhất thế giới" (Les plus belles routes du Monde). Với số lượng khách tham qian vượt trên 1 triệu năm 2018, Triển lãm xe hơi Paris tiếp tục là sự kiện triển làm ô tô có nhiều khách nhất thế giới (vượt qua triển lãm Ô tô Quốc tế (Frankfurt) và triển lãm mô tô Geneva).
Danh sách các hãng xe tham gia:
- Aspark
- Alpine
- Aston Martin
- Audi
- Bentley
- BMW
- Citroën
- Dacia
- Dangel
- DS Automobiles
- E-Moke
- Ferrari
- GAC
- Honda
- Hyundai
- Isuzu
- Jaguar
- Kia
- Land Rover
- Lamborghini
- Lexus
- Ligier
- Lotus
- Maserati
- Mercedes-Benz
- Mini
- MPM Motors
- Peugeot
- Porsche
- Renault
- Seat
- Škoda
- Smart
- Suzuki
- Tesla
- Toyota
- VinFast

Các dòng xe mới tham gia:

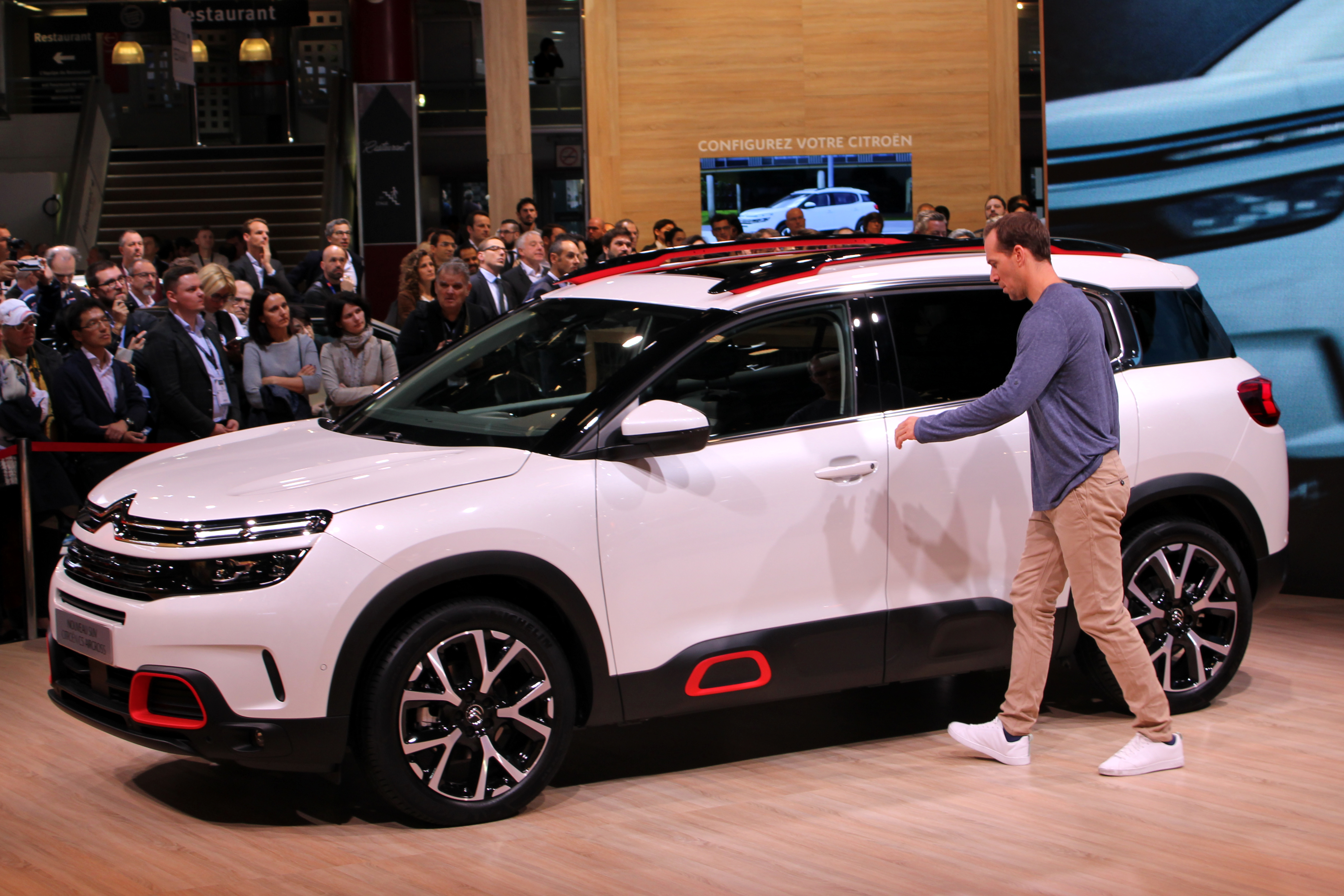
Citroën C5 Aircross
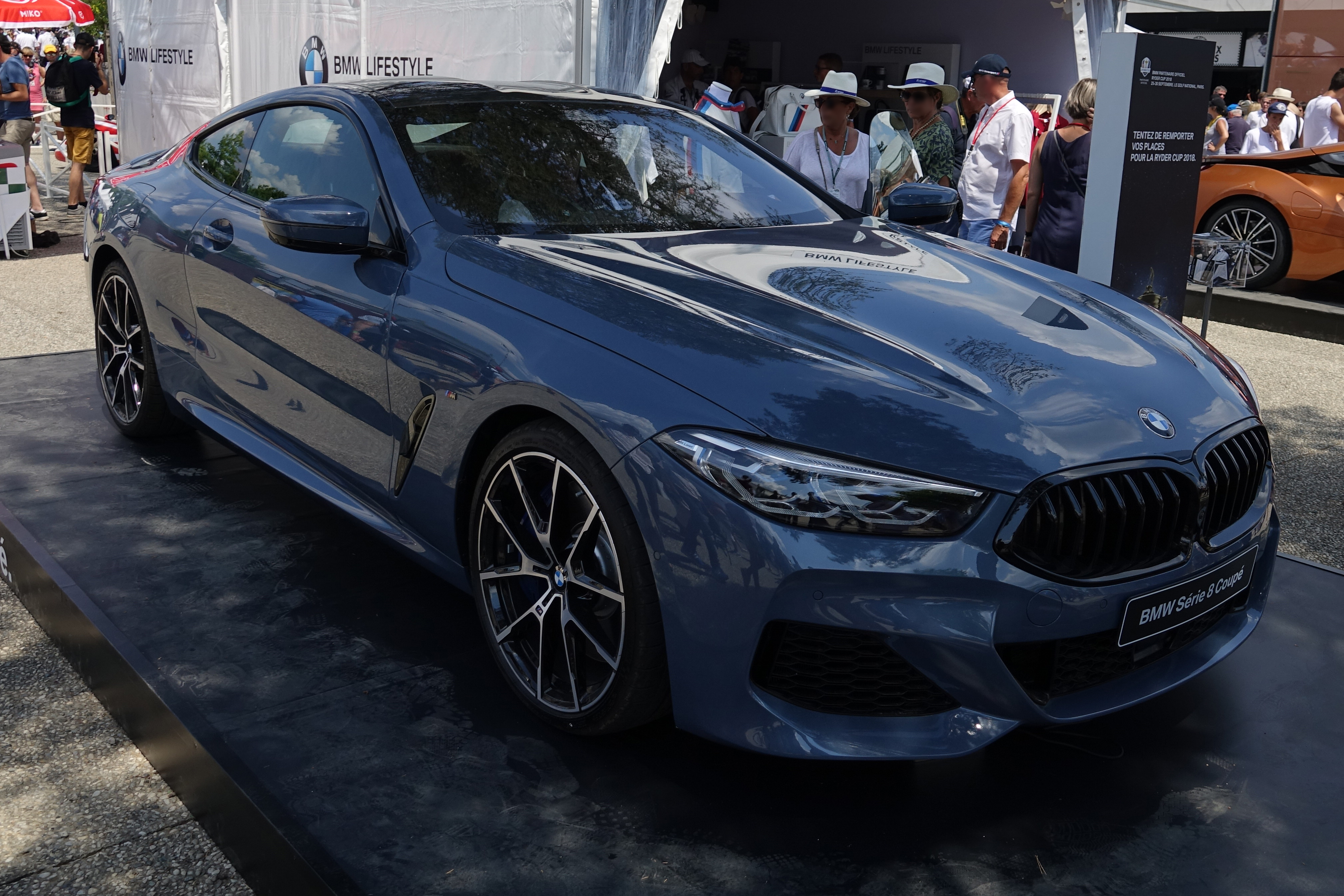
BMW Série 8
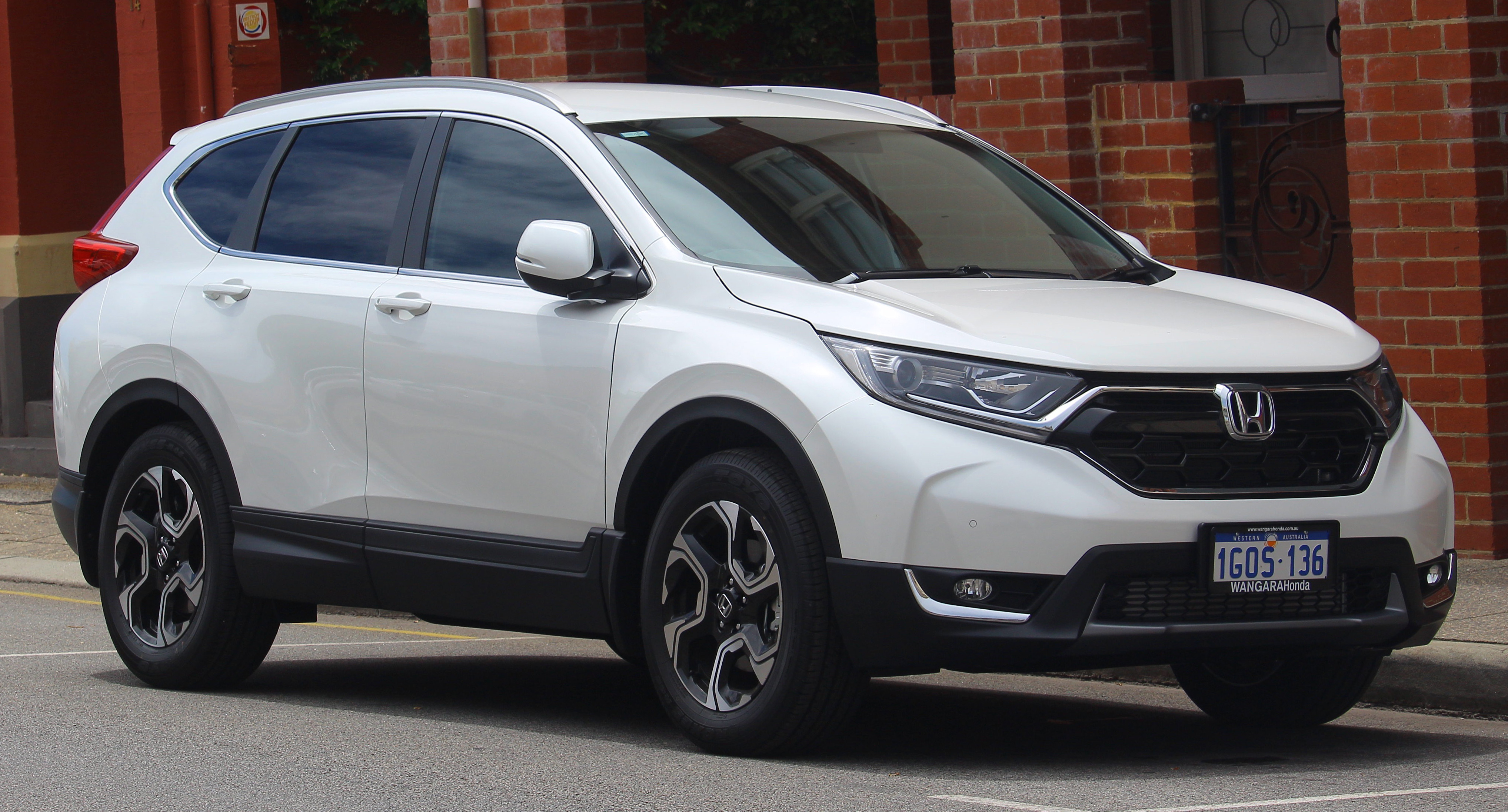
Honda CR-V
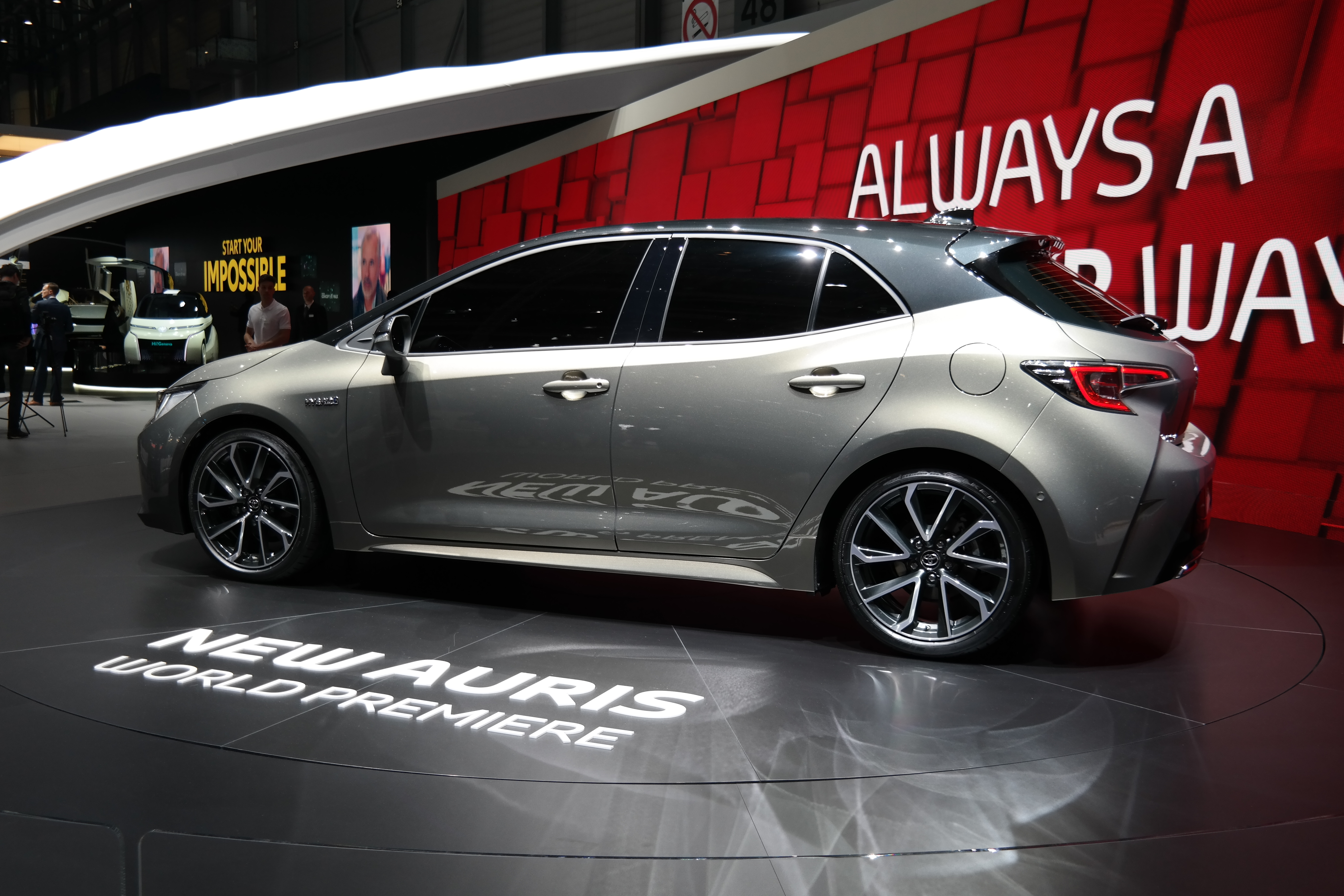
Toyota Corolla XII
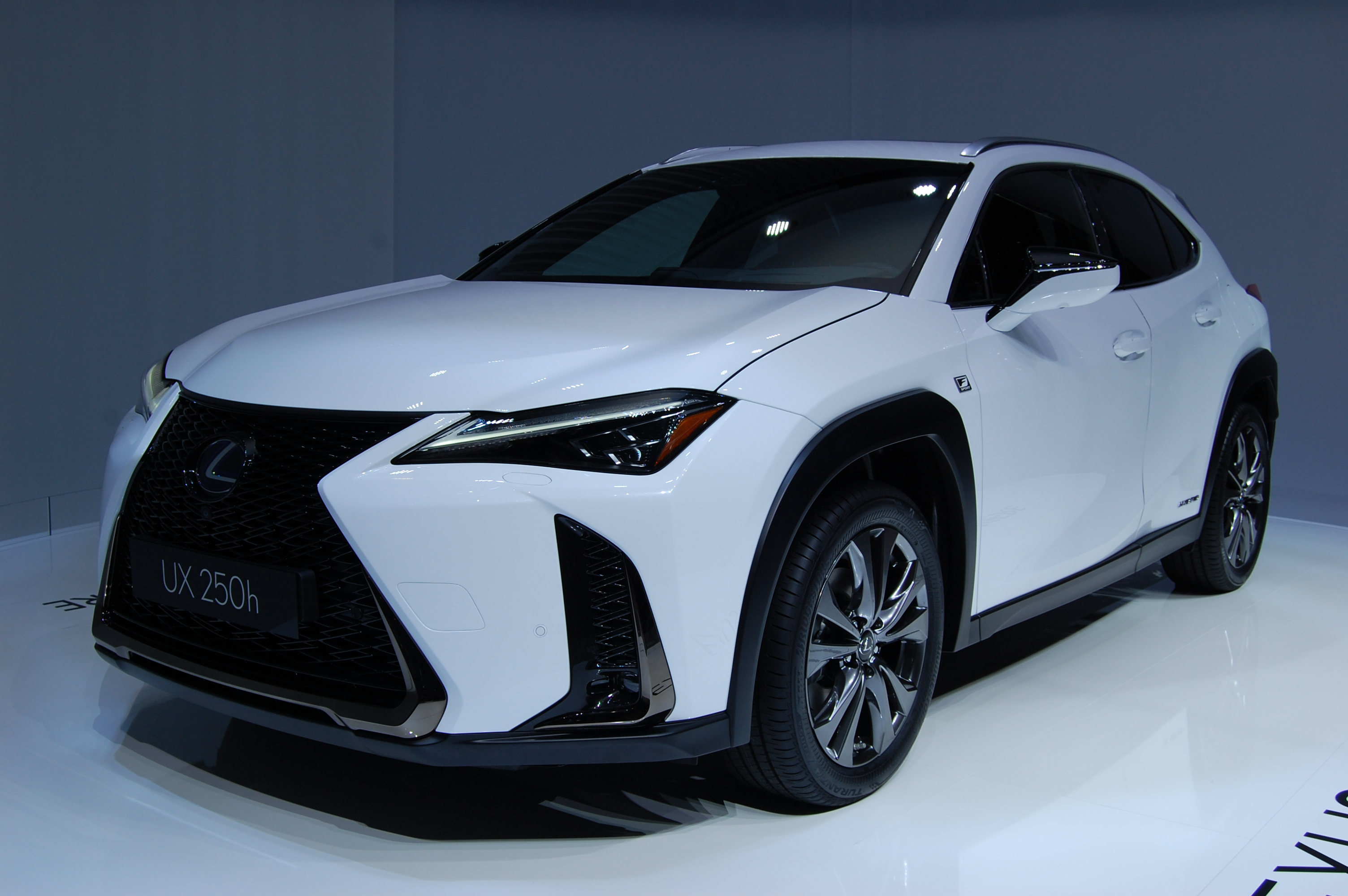
Lexus UX
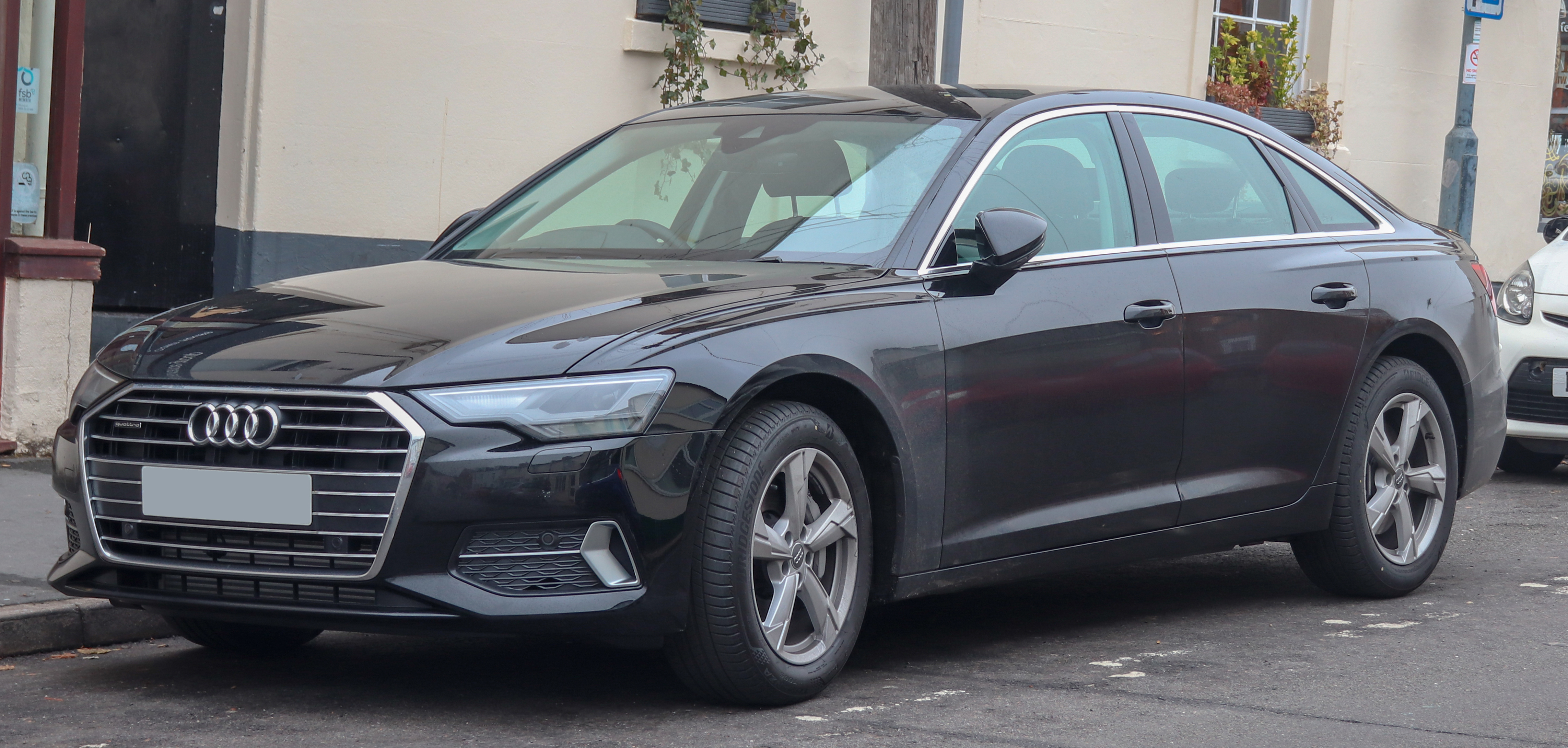
Audi A6 C8 (2018-)
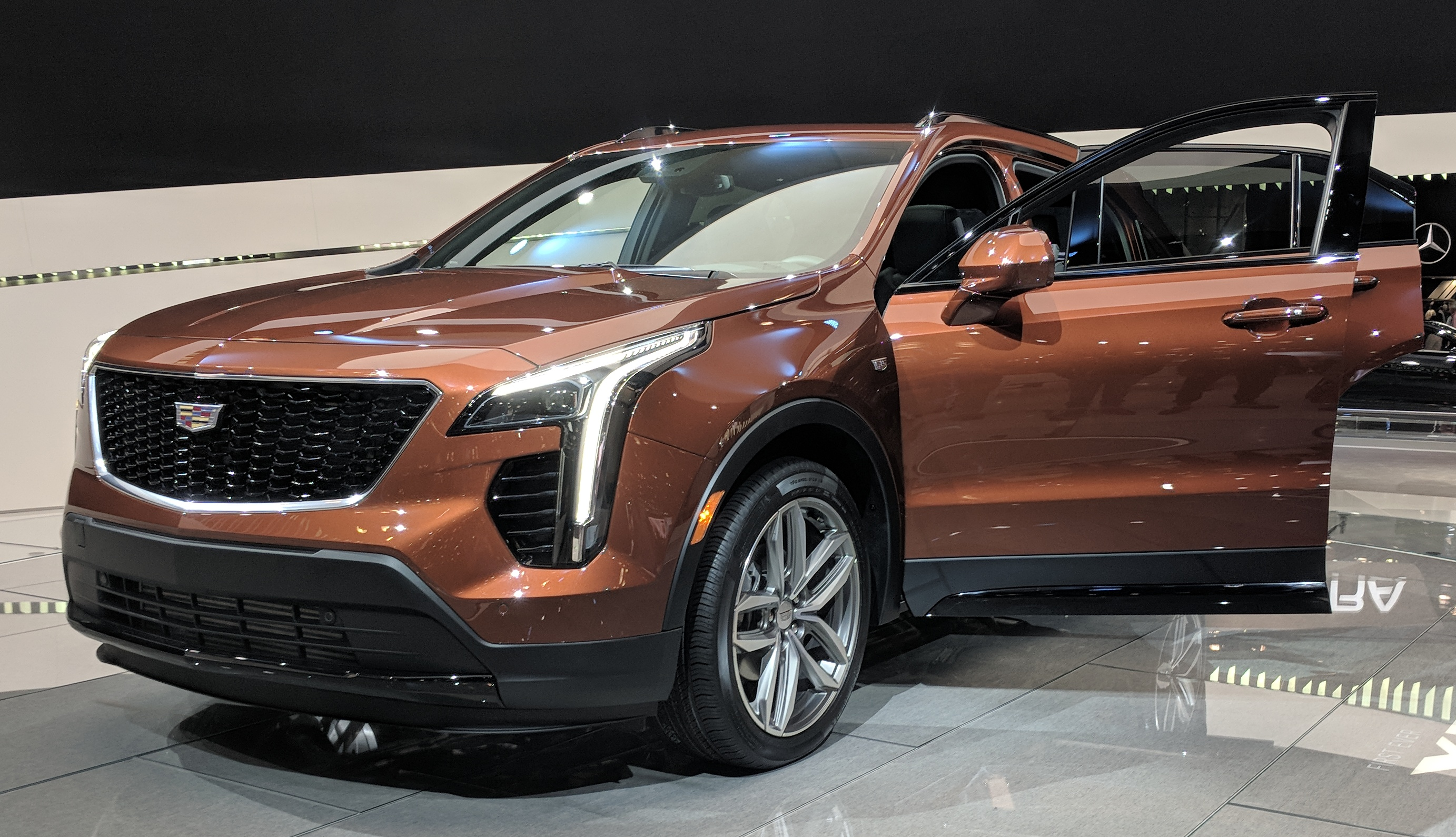
Cadillac XT4
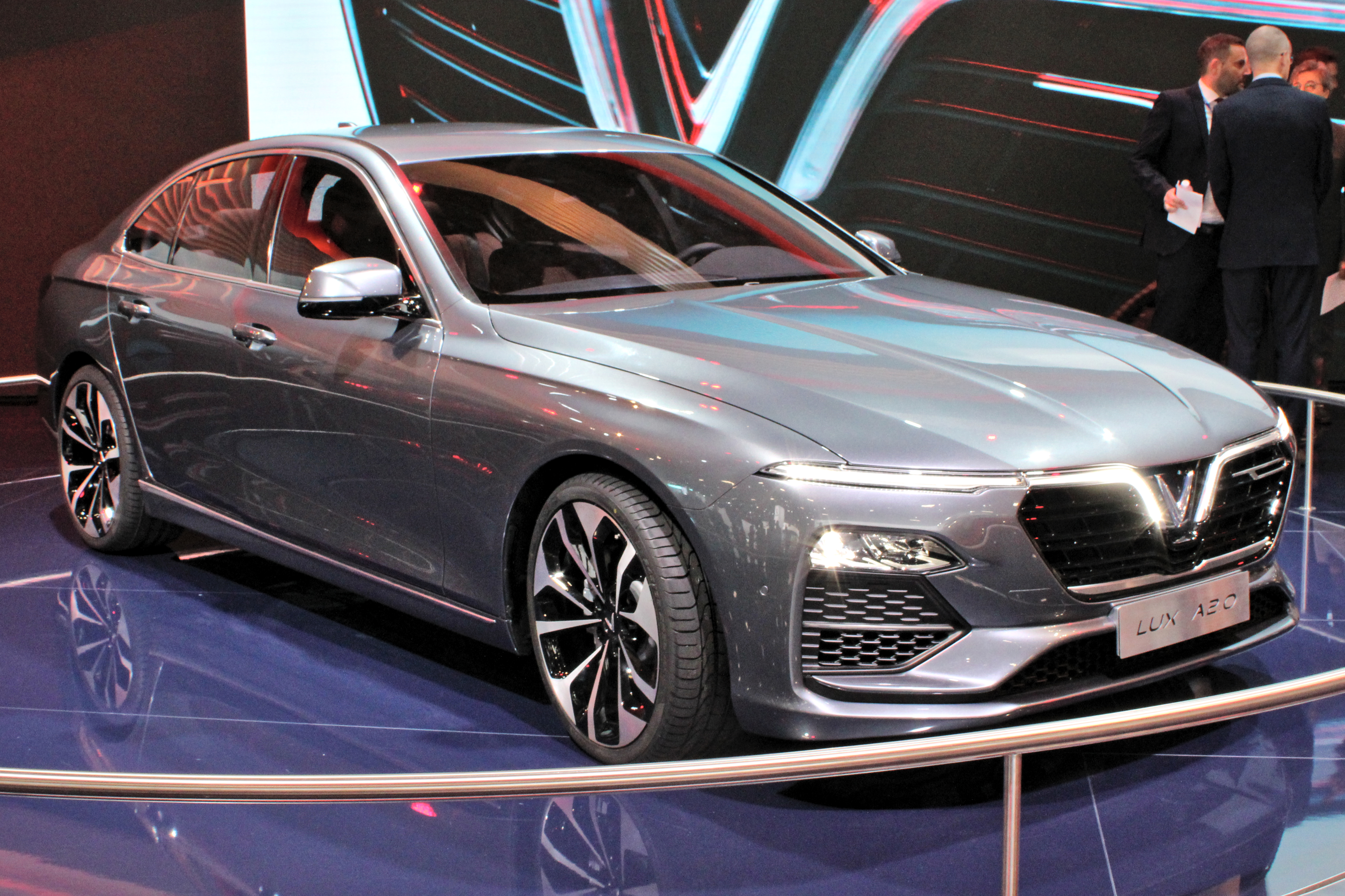
Vinfast Lux A 2.0
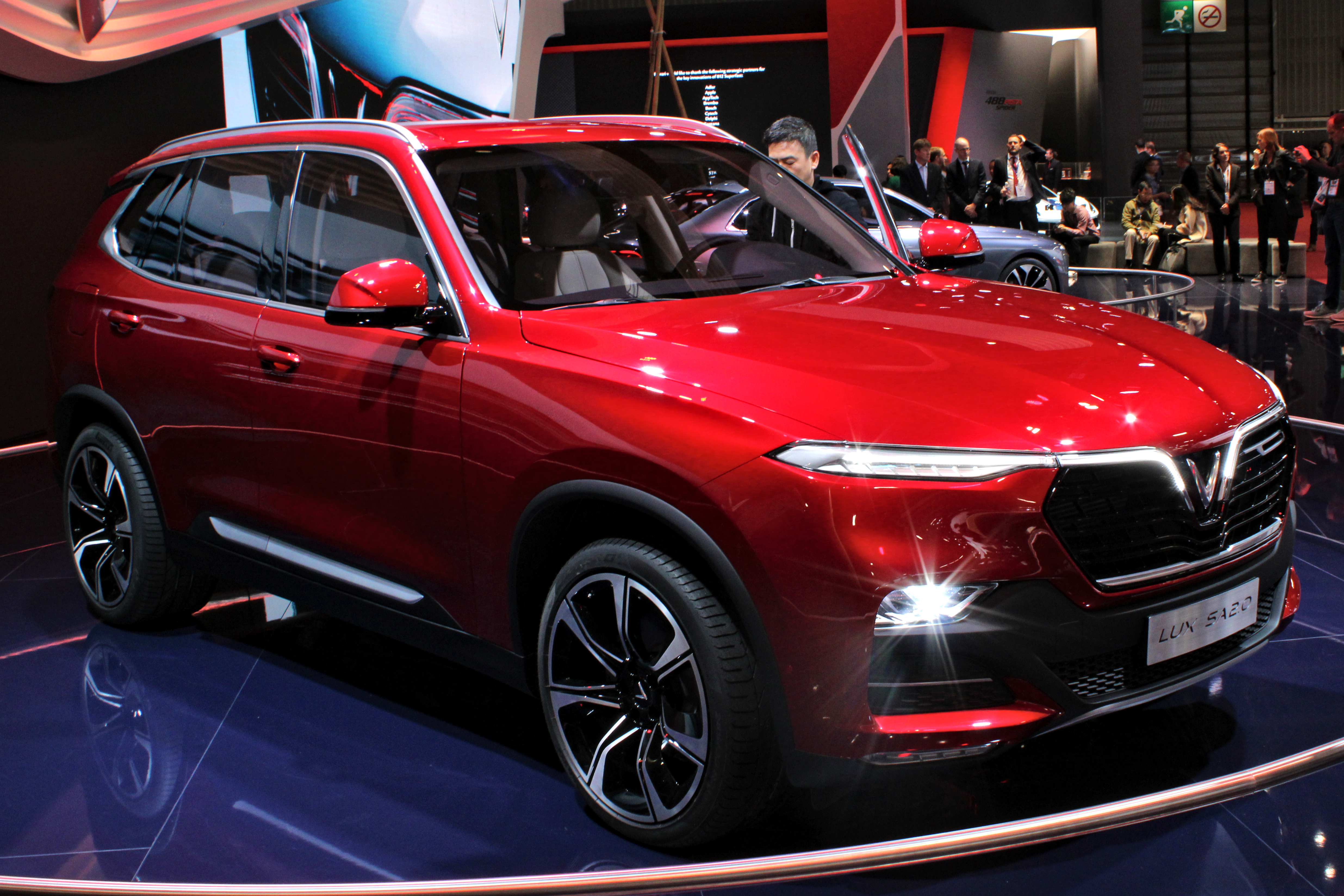
Vinfast Lux SA 2.0
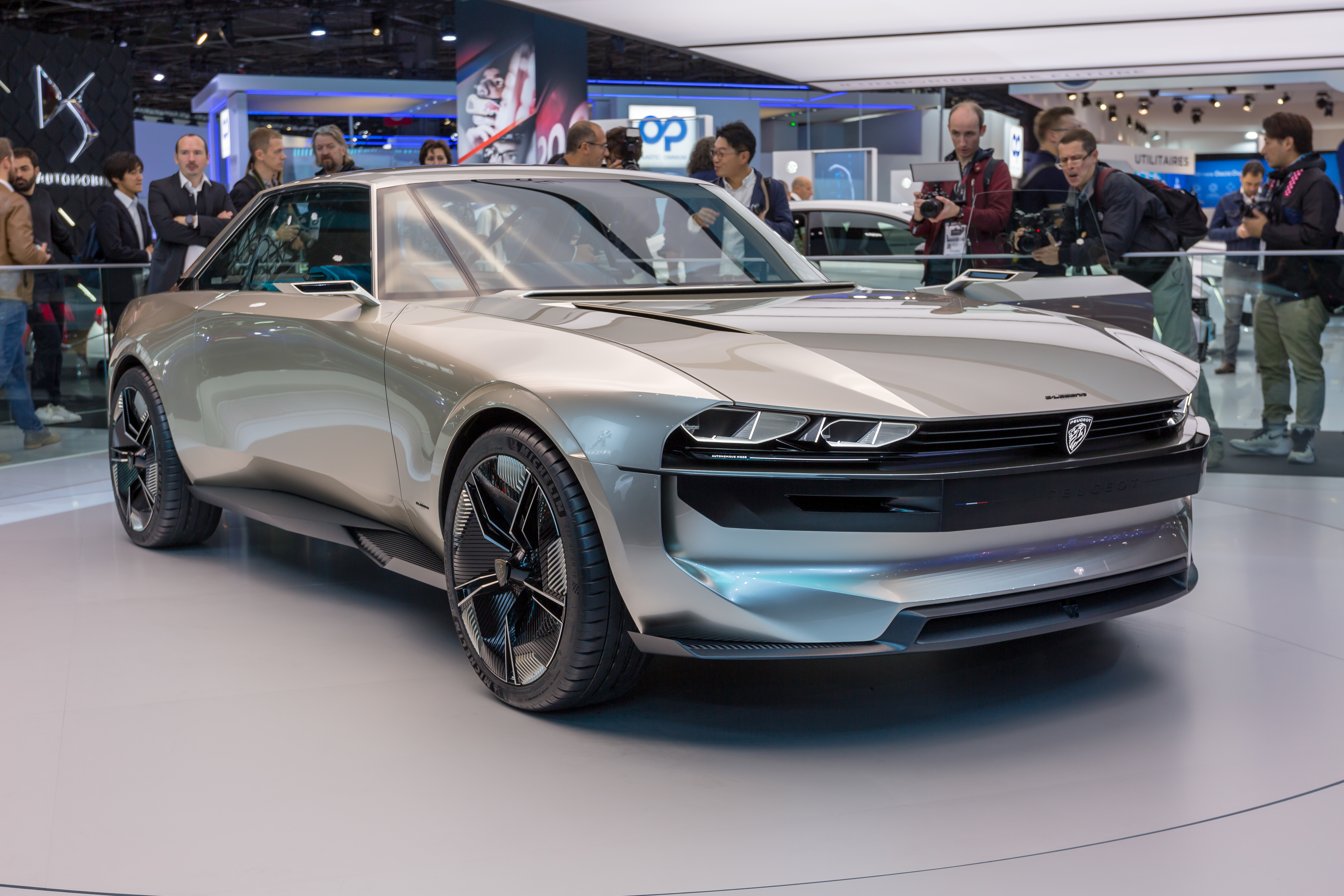
Peugeot e-Legend
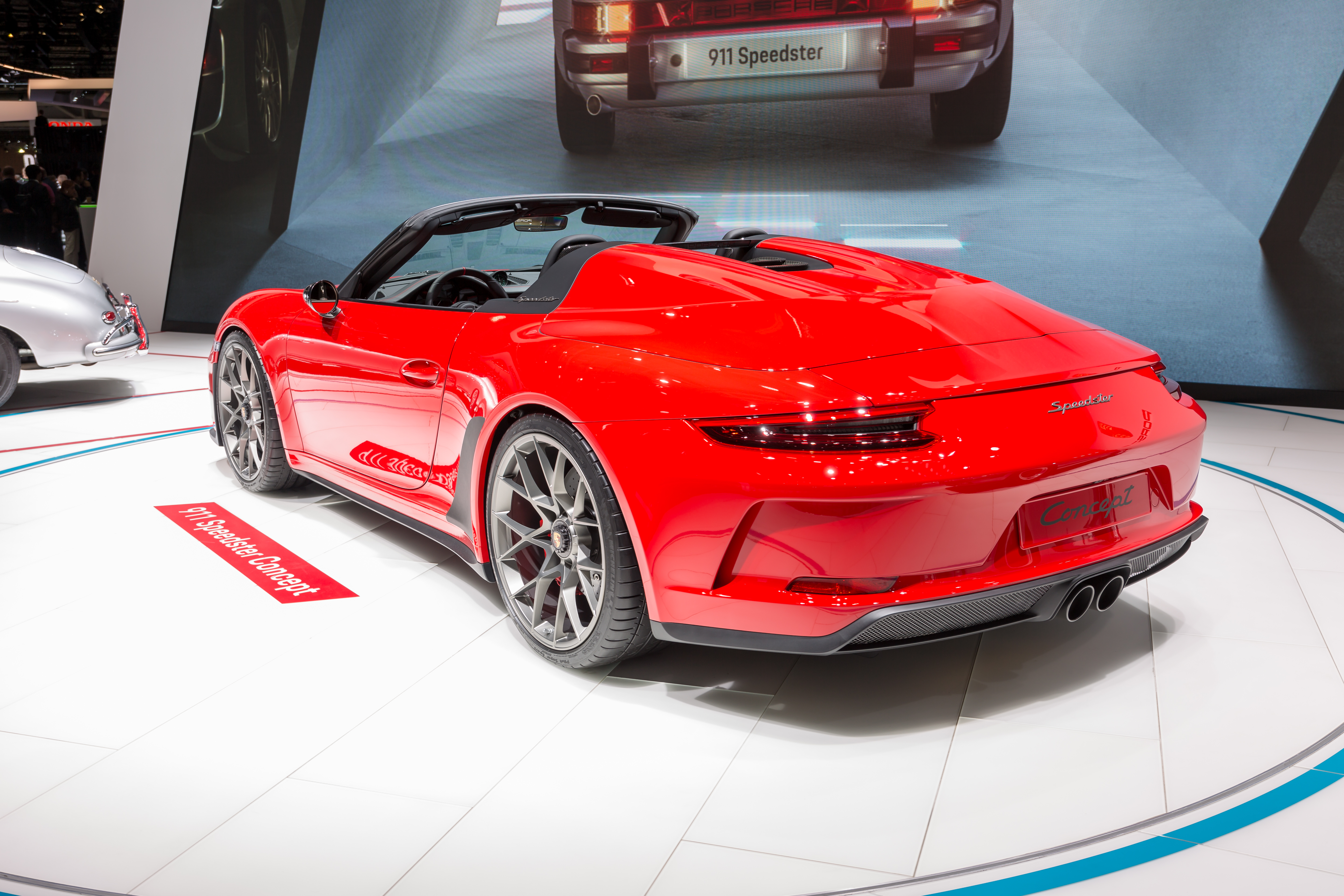
Porsche 911 Speedster

- Alpine A110 300ch
- Aston Martin DBS Superleggera[3]
- Aston Martin Vantage
- Audi A1 II
- Audi A6 V Allroad
- Audi A6 V Avant
- Audi Q3 II
- Audi e-tron quattro
- Audi Q8
- BMW M2 Competition
- BMW M5 Competition
- BMW Série 3 VII
- BMW Série 8 II
- BMW X4 II
- BMW X5 IV
- BMW Z4 III
- Cadillac XT4
- Citroën C3 JCC+
- Citroën C5 Aircross
- Cupra Ateca
- DS 3 Crossback
- DS 3 Crossback E-Tense
- DS 7 Crossback E-Tense
- Ferrari 488 Pista Spider
- Ferrari Monza SP1 et SP2[4]
- Ford Focus IV
- Honda CR-V V
- Hyundai i30 Fastback
- Hyundai i30 Fastback N
- Hyundai Kona Electric
- Hyundai Nexo
- Jeep Wrangler IV
- Kia ProCeed
- McLaren 600LT
- Mercedes-AMG GT 4 portes
- Mercedes-Benz Classe B III
- Mercedes Classe A berline
- Mercedes Classe A 35 AMG
- Mercedes-Benz Classe GLE II
- Mercedes-Benz EQC
- Peugeot 3008 II Hybrid4
- Peugeot 508 II GT 270[5]
- Peugeot 508 II Hybrid
- Peugeot 508 II SW
- Porsche 911 (992)
- Porsche Taycan
- Range Rover Evoque II
- Lexus UX
- Renault Clio V
- Renault Kangoo III
- Renault Megane IV RS Trophy
- Seat Tarraco
- Škoda Karoq Scout
- Škoda Kodiaq RS
- Škoda Superb hybride
- Suzuki Jimny IV
- Tesla Model 3
- Toyota Camry
- Toyota Corolla XII
- Toyota Corolla Touring Sports
- Toyota RAV4 V
- Toyota Yaris 20ème anniversaire
- Toyota Yaris GR Sport
- VinFast Lux A2.0
- VinFast Lux SA2.0